# Diego de Almagro el Mozo
Diego de Almagro el Mozo va ser un aventurer peruà, nascut a Panamà el 1522, i mort a Cusco el 1542. Va arribar a ser governador del Perú entre 1541 i 1542, amb només 20 anys.

## Biografia
Fill de Diego de Almagro i d'una índia del Panamà, es reuneix amb el seu pare poc després de la conquesta de l'Imperi Inca, cap al 1535. Després que el seu pare morís, el 1538, ell és el seu únic hereu, tanmateix, els Pizarro l'impedeixen de gaudir dels seus títols, i el tenen sota vigilància a Lima. Malgrat això, un cert nombre d'antics partidaris d'Almagro s'uneixen amb ell i el 1541, dirigits per Juan de Rada, assassinen Francisco Pizarro. Diego de Almagro el Mozo es fa llavors reconèixer ràpidament com a governador per la majoria de les ciutats del Perú.
Ha d'aixafar tanmateix la resistència de Cusco. Mentrestant, el nou governador designat pel rei, Cristóbal Vaca de Castro, arriba al Perú, i reuneix al voltant d'ell una forta tropa. Després del fracàs de les negociacions, la batalla de Chupas entre partidaris d'Almagro i partidaris del rei suposa la derrota dels primers. Almagro fuig llavors a Cusco, però és detingut i després executat pel seu vencedor.